# Cộng sự

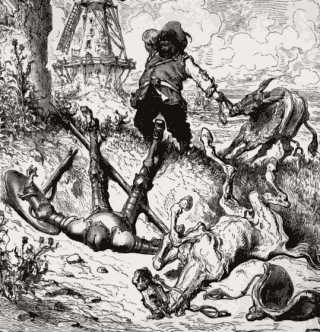
Don Quixote và người cộng sự của mình Sancho Panza đã không thể chống lại chiếc cối xay gió trong một bức trang minh hoạ của Gustave Doré

Cộng sự (tiếng Anh: sidekick) là người bạn thân thiết dưới quyền của ai đó. Một số nhân vật cộng sự hư cấu trong văn hoá đại chúng gồm Sancho Panza (của Don Quixote), Doctor Watson (của Sherlock Holmes), Tonto (của The Lone Ranger), Robin (của Batman), Friday (của Robinson Crusoe), và Ethel Mertz (của Lucy Ricardo).
Trong phim điện ảnh và truyền hình, nhân vật sidekick thường là những nhân vật phụ nhưng có vai trò quan trọng, đôi khi có vai trò quyết định đối với mạch truyện.